# Diorus biapiculatus
Diorus biapiculatus là một loài bọ cánh cứng trong họ Cerambycidae.